# NGC 314
NGC 314 é uma galáxia lenticular (SB0) localizada na direcção da constelação de Sculptor. Possui uma declinação de -31° 57' 47" e uma ascensão recta de 0 horas, 56 minutos e 52,4 segundos.
A galáxia NGC 314 foi descoberta em 27 de Setembro de 1834 por John Herschel.